# A. J. Liebling
Abbott Joseph Liebling, mais conhecido como A. J. Liebling (18 de outubro de 1904 — 28 de dezembro de 1963) foi um jornalista estadunidense.